# Manuel Fernandes
Manuel Henrique Tavares Fernandes (født 5. februar 1986 i Lissabon) er en portugisisk fodboldspiller, som spiller på midtbanen for Lokomotiv Moskva.
Fernandes blev tilknyttet S.L. Benficas ungdomsafdeling i 2002 og fik sin debut for klubbens førstehold i 2003-04 sæsonen. Fra sommeren 2004 blev han flyttet permanent op i klubbens bedste trup.
I 2006 blev han udlejet til den engelske klub Portsmouth F.C. hvor han nåede at spille 10 kampe. Everton F.C. overtog lejemålet i 2007 inden Fernandes kontrakt med Benfica udløb sommeren samme år. Derefter skiftede han til Valencia CF i Spanien. I 2008 blev han igen udlejet til Everton hvor han spillede 12 kampe inden han returnerede til Valencia.
Han har siden 2005 spillet 12 kampe og scoret tre mål for Portugals fodboldlandshold. Han var med i truppen til VM 2018 i Rusland.